# Byle, Norrtälje kommun
Byle är en småort i Rö socken i Norrtälje kommun, Stockholms län. 